# Châteauneuf-sur-Isère
Pour les articles homonymes, voir Châteauneuf.
Châteauneuf-sur-Isère est une commune française située dans le département de la Drôme, en région Auvergne-Rhône-Alpes.
Ses habitants sont dénommés les Châteauneuvois et les Châteauneuvoises.

## Géographie

### Localisation
La commune est située sur la rive gauche de l'Isère, à 12 km au nord-est de Valence, à 13 km de Romans-sur-Isère, à 85 km de Grenoble et à 99 km de Lyon.
La commune de Châteauneuf-sur-Isère est traversée par le 45e parallèle nord. Elle est donc située à égale distance du pôle Nord et de l'équateur terrestre (environ 5 000 km).

### Relief et géologie
La commune se compose de vallonnements boisés.
Sites particuliers :

### Hydrographie
Situé au confluent des deux cours d'eau, la commune est principalement arrosée par la rivière Isère au nord et par le fleuve Rhône à l'ouest.

### Climat
Pour des articles plus généraux, voir Climat d'Auvergne-Rhône-Alpes et Climat de la Drôme.
En 2010, le climat de la commune est de type climat du Bassin du Sud-Ouest, selon une étude du CNRS s'appuyant sur une série de données couvrant la période 1971-2000. En 2020, Météo-France publie une typologie des climats de la France métropolitaine dans laquelle la commune est dans une zone de transition entre le climat de montagne et le climat méditerranéen et est dans la région climatique  Moyenne vallée du Rhône, caractérisée par un bon ensoleillement en été (fraction d’insolation > 60 %), une forte amplitude thermique annuelle (4 à 20 °C), un air sec en toutes saisons, orageux en été, des vents forts (mistral), une pluviométrie élevée en automne (250 à 300 mm).
Pour la période 1971-2000, la température annuelle moyenne est de 12,6 °C, avec une amplitude thermique annuelle de 17,8 °C. Le cumul annuel moyen de précipitations est de 881 mm, avec 7,4 jours de précipitations en janvier et 5,4 jours en juillet. Pour la période 1991-2020, la température moyenne annuelle observée sur la station météorologique de Météo-France la plus proche, « Mercurol »sur la commune de Mercurol-Veaunes à 8 km à vol d'oiseau, est de 13,4 °C et le cumul annuel moyen de précipitations est de 864,4 mm,. Pour l'avenir, les paramètres climatiques de la commune estimés pour 2050 selon différents scénarios d'émission de gaz à effet de serre sont consultables sur un site dédié publié par Météo-France en novembre 2022.

### Voies de communication et transports
La commune est desservie par la route nationale 7 et par les routes départementales 67, 101, 143, 196, 532, 877 et 2532N.
L'autoroute A7 (aussi appelée « autoroute du Soleil ») traverse le sud-ouest de la commune. Son péage le plus proche est au sud, sur la commune de Saint-Marcel-lès-Valence.
La commune est desservie par la ligne 20 du réseau de bus Citéa.

## Urbanisme

### Typologie
Au 1er janvier 2024, Châteauneuf-sur-Isère est catégorisée commune rurale à habitat dispersé, selon la nouvelle grille communale de densité à 7 niveaux définie par l'Insee en 2022.
Elle est située hors unité urbaine. Par ailleurs la commune fait partie de l'aire d'attraction de Valence, dont elle est une commune de la couronne,. Cette aire, qui regroupe 71 communes, est catégorisée dans les aires de 200 000 à moins de 700 000 habitants,.

### Occupation des sols
L'occupation des sols de la commune, telle qu'elle ressort de la base de données européenne d’occupation biophysique des sols Corine Land Cover (CLC), est marquée par l'importance des territoires agricoles (84,9 % en 2018), en diminution par rapport à 1990 (87,5 %). La répartition détaillée en 2018 est la suivante : zones agricoles hétérogènes (43,7 %), cultures permanentes (35,5 %), terres arables (5,7 %), forêts (4,9 %), eaux continentales (4,9 %), zones industrielles ou commerciales et réseaux de communication (2,4 %), zones urbanisées (1,9 %), mines, décharges et chantiers (1 %). L'évolution de l’occupation des sols de la commune et de ses infrastructures peut être observée sur les différentes représentations cartographiques du territoire : la carte de Cassini (XVIIIe siècle), la carte d'état-major (1820-1866) et les cartes ou photos aériennes de l'IGN pour la période actuelle (1950 à aujourd'hui).

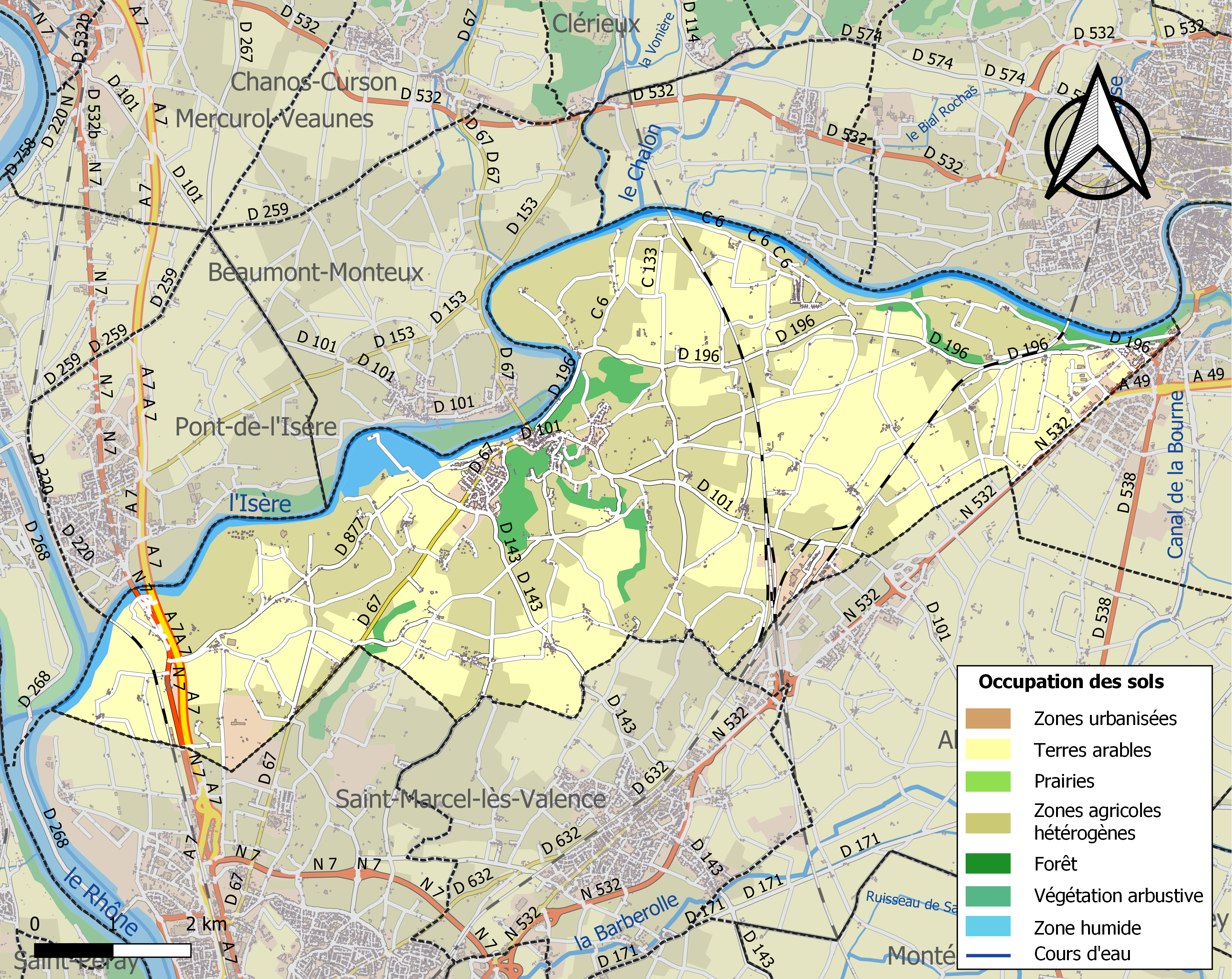
Carte des infrastructures et de l'occupation des sols de la commune en 2018 (CLC).

### Morphologie urbaine

#### Quartiers, hameaux et lieux-dits
Site Géoportail (carte IGN) :
- Aiguille
- Beauchastel
- Beauregard
- Beauvache
- Bellevue
- Blache Ronde
- Blanchelaine
- Bois Raymond
- Bonlieu
- Brignon
- Cassiopée
- Chambaud
- Chambons
- Champagnole
- Chapouiller
- Chapoulier
- Charbonnel
- Charnaud
- Chavaran
- Chenevon
- Chessans
- Clozot
- Cornefaim
- Côte Belle
- Côte de Beauregard
- Côte des Baumes
- Creux des Belles
- École de Bonlieu
- Essartout
- Fauconne
- Féripot
- Fougères
- Fouillouse
- Fouillouson
- Fromentières
- Galimbet
- Gatelet
- Genis
- Giraud
- Gour de Marnaud
- Gouyard
- Grailler
- Grand Courbis
- Grange Neuve
- Grenette
- Grobeau
- la Baume
- la Fauconne
- la Gare
- Lally
- l'Ardoise
- la Souvardaine
- la Tuillère
- la Vanelle
- le Cope
- le Grand Champ
- le Grand Creux
- les Baumes
- les Bayles
- les Blaches
- les Camarades
- les Chaux
- les Chirons
- les Communaux
- les Corneries
- les Cures
- les Défendus
- les Deveys
- les Fauries
- les Fauries
- les Franchises
- les Grandes Terres
- les Grands Chassis
- les Grands-Chaux
- les Grenières
- les Hayes
- les Îles
- les Marais
- les Monestiers
- les Moulins
- les Oboussiers
- les Passas
- les Pêches (ouest)
- les Pêches (est)
- les Petits Chassis
- les Quarts
- les Réalières
- les Robins
- les Teppes
- les Tourasses
- les Vaux
- les Voutes
- les Voûtes
- le Télégraphe
- l'Îlas
- Maison Neuve
- Martheraud
- Martusset
- Méan
- Méans
- Michau
- Montagne
- Montbrune
- Moulin
- Nogat
- Pairet
- Palis
- Pararu
- Pavoray
- Pérouiller
- Plaine de Beauregard
- Rebate
- Richard
- Rochas
- Rouvelon
- Royet (?)
- Rozeron
- Saint-Ruf
- Santanay
- Saut des Chèvres
- Tuileron
- Vernaison
- Veyreyre Est
- Veyreyre Ouest
- Viallon
- Vouleux

## Toponymie

### Attestations
Dictionnaire topographique du département de la Drôme :
- 1157 : Castellum Novum (Gall. christ, XVI, 104) ;
- 1192 : Castrum Novum Isarae (cartulaire de Bourg-lès-Valence, 27) ;
- 1192 : mention de l'église Saint-André : ecclesia Sancti Andreae apud Castrum Novum Isarae (cartulaire de Bourg-lès-Valence, 27) ;
- 1248 : de Chastro Novo (cartulaire de Bourg-lès-Valence, 157) ;
- 1326 : Castrum Novum ad rippam Yssere (cartulaire de Bourg-lès-Valence, 106) ;
- 1345 : Castrum Novum ad rippam Ysere (cartulaire de Bourg-lès-Valence, 117) ;
- 1397 : Castrum Castri Novi Isarae (ordonn. des rois de France, VIII, 136) ;
- 1430 : mention du mandement : mandamentum Castri Novi Isarae (terrier de l'évêché de Valence) ;
- 1449 : Castrum Novum Yssere (terrier de Vernaison) ;
- 1650 : Chasteauneuf d'Izaire (archives de la Drôme, E 600) ;
- 1793 : Mivallon d'Isère [appellation révolutionnaire] ;
- 1891 : Châteauneuf-d'Isère, commune du canton du Bourg-de-Péage.

Non daté[réf. nécessaire] : Châteauneuf-sur-Isère.

## Histoire
Pour un article plus général, voir Histoire de la Drôme.

### Antiquité: les Gallo-romains
Vestiges gallo-romains. À l'époque d'Auguste, une grande voie, la via Agrippa, relie Lyon, Vienne, Arles. Elle longe de plus ou moins près la rive gauche du Rhône et franchit l'Isère par la pont de la Déesse, un peu en aval de Châteauneuf-sur-Isère, là où le cours de la rivière est bien fixé dans la molasse.

### Du Moyen Âge à la Révolution
La seigneurie :
- Au point de vue féodal, la terre (ou seigneurie) était une possession des Châteauneuf. On les pense de la même origine que les seigneurs de Chabeuil[15].

Le premier seigneur connu est Odilon, père de l'évêque de Grenoble Hugues. Son descendant Raymond fonde, sur les bords de l'Isère, le monastère féminin de Commiers (actuel hameau des Monastiers). Dans les années 1220, ce monastère est transféré à Vernaison, toujours dans la seigneurie de Châteauneuf. La puissance de la famille, vassale de l'évêque de Valence, décline au XIIIe siècle. Finalement, en 1292 ou peu avant, le dernier seigneur laïc, Genis IV, échange avec l'évêque de Valence sa seigneurie contre la coseigneurie de Montélier. Le 15 août 1292, l'évêque Jean de Genève renouvelle les privilèges du monastère de Vernaison. Les évêques de Valence, représentés sur place par un châtelain (assisté d'un officier subalterne, le baile, pour collecter les redevances féodales) resteront seigneurs jusqu'à la Révolution[réf. nécessaire].
- Milieu XIIIe siècle : elle est acquise par les évêques de Valence qui resteront seigneurs jusqu'à la Révolution[15].
- 1396 (13 octobre) : les habitants demandent et obtiennent du roi-dauphin des lettres par lesquelles ce prince les prend sous sa sauvegarde[15].

1689 (démographie) : 300 familles.
Dans le cadre de la réaction seigneuriale qui a précédé la Révolution française, le seigneur de Châteauneuf interdit la vaine pâture aux familles pauvres.
1789 (démographie) : 610 chefs de famille.
Avant 1790, Châteauneuf était une communauté de l'élection, subdélégation et bailliage de Valence.

Elle formait une paroisse du diocèse de Valence, dont l'église, premièrement dédiée à saint André puis à saint Thomas, dépendait du chapitre de Bourg-lès-Valence qui y prenait la dîme et présentait à la cure.

Le mandement de Châteauneuf ne comprenait que l'ancienne commune de ce nom.

#### Aiguilles
Dictionnaire topographique du département de la Drôme :
- 1538 : Esguille (terrier de l'évêché de Valence) ;
- 1540 : mention du seigneur : le seigneur d'Aguilhe (inventaire de la chambre des comptes) ;
- XVIe siècle : Eiguille (archives de la Drôme, E 394) ;
- 1661 : Eguilhe (terrier de Ruynat) ;
- (non daté) : Eguille (plan cadastral) ;
- 1891 : Aiguilles, hameau, chapelle et château de la commune de Châteauneuf-sur-Isère.

Fief de l'évêché de Valence, possession des Mayaud. Vers 1540, la terre passe aux Genas (encore propriétaires au XVIIe siècle).

### De la Révolution à nos jours
En 1790, la commune est comprise dans le canton du Bourg-lès-Valence. La réorganisation de l'an VIII (1799-1800) la place dans celui de Bourg-de-Péage.

## Politique et administration

### Liste des maires
| Période                                  | Période                     | Identité             | Étiquette | Qualité |
| ---------------------------------------- | --------------------------- | -------------------- | --------- | --- |
| Les données manquantes sont à compléter. |                             |                      |           | |
| 1919                                     | 1925                        | Antoine Apostoly     |           | Propriétaire |
| Les données manquantes sont à compléter. |                             |                      |           | |
| 1939                                     | 1962                        | Henri Chalon         |           | |
| Les données manquantes sont à compléter. |                             |                      |           | |
| ca. 1965                                 |                             | Georges Lapaix       |           | |
| 1968                                     | mars 1983                   | Raoul Gontard        |           | Réélu en 1971 et 1977 |
| mars 1983                                | 1996                        | Maurice Rebattet     |           | Réélu en 1989 et 1995 |
| 1996                                     | mars 2008                   | Pierre Buis          | DVD       | Ancien adjoint au maire Réélu en 2001 |
| mars 2008                                | mars 2014                   | Philippe Patouillard | DVG       | Arboriculteur |
| mars 2014                                | 30 janvier 2025 (démission) | Frédéric Vassy,      | DVD       | Commerçant Réélu pour le mandat 2020-2026                                                                                                |
| 10 février 2025,                         | En cours                    | Agnès Jaubert        | LR        | Technicienne administrative de gestion Première adjointe au maire (2020 → 2025) Conseillère départementale de Tain-l'Hermitage (2021 → ) |

## Population et société

### Démographie
L'évolution du nombre d'habitants est connue à travers les recensements de la population effectués dans la commune depuis 1793. Pour les communes de moins de 10 000 habitants, une enquête de recensement portant sur toute la population est réalisée tous les cinq ans, les populations de référence des années intermédiaires étant quant à elles estimées par interpolation ou extrapolation. Pour la commune, le premier recensement exhaustif entrant dans le cadre du nouveau dispositif a été réalisé en 2008.

En 2022, la commune comptait 4 159 habitants, en évolution de +8,31 % par rapport à 2016 (Drôme : +2,64 %, France hors Mayotte : +2,11 %).
| 1793  | 1800  | 1806  | 1821  | 1831  | 1836  | 1841  | 1846  | 1851  |
| ----- | ----- | ----- | ----- | ----- | ----- | ----- | ----- | ----- |
| 1 596 | 1 473 | 1 741 | 2 083 | 2 264 | 2 253 | 2 303 | 2 308 | 2 310 |

| 1856  | 1861  | 1866  | 1872  | 1876  | 1881  | 1886  | 1891  | 1896  |
| ----- | ----- | ----- | ----- | ----- | ----- | ----- | ----- | ----- |
| 2 312 | 2 226 | 2 093 | 2 082 | 2 081 | 2 055 | 2 196 | 2 093 | 2 016 |

| 1901  | 1906  | 1911  | 1921  | 1926  | 1931  | 1936  | 1946  | 1954  |
| ----- | ----- | ----- | ----- | ----- | ----- | ----- | ----- | ----- |
| 1 957 | 1 924 | 1 860 | 1 855 | 1 752 | 1 623 | 1 593 | 1 775 | 2 149 |

| 1962  | 1968  | 1975  | 1982  | 1990  | 1999  | 2006  | 2008  | 2013  |
| ----- | ----- | ----- | ----- | ----- | ----- | ----- | ----- | ----- |
| 2 105 | 2 167 | 2 012 | 2 591 | 3 031 | 3 285 | 3 584 | 3 658 | 3 770 |

| 2018  | 2022  | - | - | - | - | - | - | - |
| ----- | ----- | - | - | - | - | - | - | - |
| 3 909 | 4 159 | - | - | - | - | - | - | - |

### Enseignement
La commune relève de l’académie de Grenoble.

### Manifestations culturelles et festivités
- Corso de Châteauneuf-sur-Isère : premier week-end après Pâques (défilé de chars fleuris, grande fête foraine et spectacle de sosies).
- Fête communale : le 27 mars[2].
- Fête patronale : le 16 août ou le dimanche suivant[2].
- Vide-grenier : premier dimanche de septembre.
- Les trois jours de découverte historique et patrimoniale du village : deuxième week-end d'octobre.
- Salon du cadeau en novembre : exposition de créateurs artisanaux et bourse aux jouets.
- Marché de Noël en décembre.

### Médias
Le territoire de la commune se situe dans l'aire de diffusion de plusieurs médias :

#### Presse écrite
- Le Dauphiné libéré, quotidien régional qui consacre, chaque jour, y compris le dimanche, dans son édition de « Romans et Drôme des collines » un ou plusieurs articles à l'actualité du canton et de la commune, ainsi que des informations sur les éventuelles manifestations locales, les travaux routiers, et autres événements divers à caractère local.
- L'Agriculture Drômoise, journal d'informations agricoles et rurales, couvre l'ensemble du département de la Drôme.
- Drôme Hebdo (ancien Peuple Libre), hebdomadaire chrétien d'informations.

#### Presse audio-visuelle
La commune est située sur l'aire de diffusion de Ici Drôme Ardèche, une radio publique également diffusée sur tout le territoire du département de la Drôme et de l'Ardèche.

## Économie

### Agriculture
En 1992 : céréales, vergers, vignes, caprins, bovins.
Les anciennes carrières de molasse ont fermé. Certaines ont été rachetées par les vins Jaboulet dans les années 1990.
- Vineum « Paul Jaboulet aîné » tout sur les vins de la région Hermitage, Crozes-hermitage, Côte-rôtie, Condrieu, Saint-joseph, Cornas, Saint-péray, Châteauneuf-du-pape, Gigondas, Vacqueyras, Beaumes-de-venise, Muscat de Beaumes-de-Venise, Tavel, Côtes-du-rhône villages, Côtes-du-rhône et Ventoux[27]. Histoire, films et dégustations.

Sur le territoire de la commune on comptait 1 800 hectares d'arbres fruitiers (soit 40 % de la surface de la commune et 8 % de la production nationale). Un très grand nombre de ces vergers ont été arrachés à cause de la sharka[réf. nécessaire].

### Industrie et commerce
Un barrage et une usine hydro-électrique sont présents sur la commune.
Une partie du parc technologique et scientifique Rovaltain est située sur l'est de la commune. Elle est dénommée Parc du 45e parallèle (25 ha).

Ce parc héberge notamment le siège de Prodeval, entreprise spécialisée dans le traitement du biogaz.

## Culture locale et patrimoine

### Lieux et monuments
- Ruines du château[2].
- Ancienne porte de ville sous la chapelle Saint-Hugues.
- Habitations troglodytiques[2] (creusées dans la molasse).
- Cheminées sarrasines (privées).
- Église Saint-Thomas de Châteauneuf-sur-Isère (XIXe siècle) : croix de procession (objet classé)[2].
- Église d'Aiguille.
- Chapelle néo-gothique Saint-Hugues (1896).
- Fontaine de Saint-Hugues dans une grotte[2].
- Statue de Notre-Dame de Pitié (1947) sur la colline du Châtelard.
- Abbaye ruiné de Vernaison (privé).

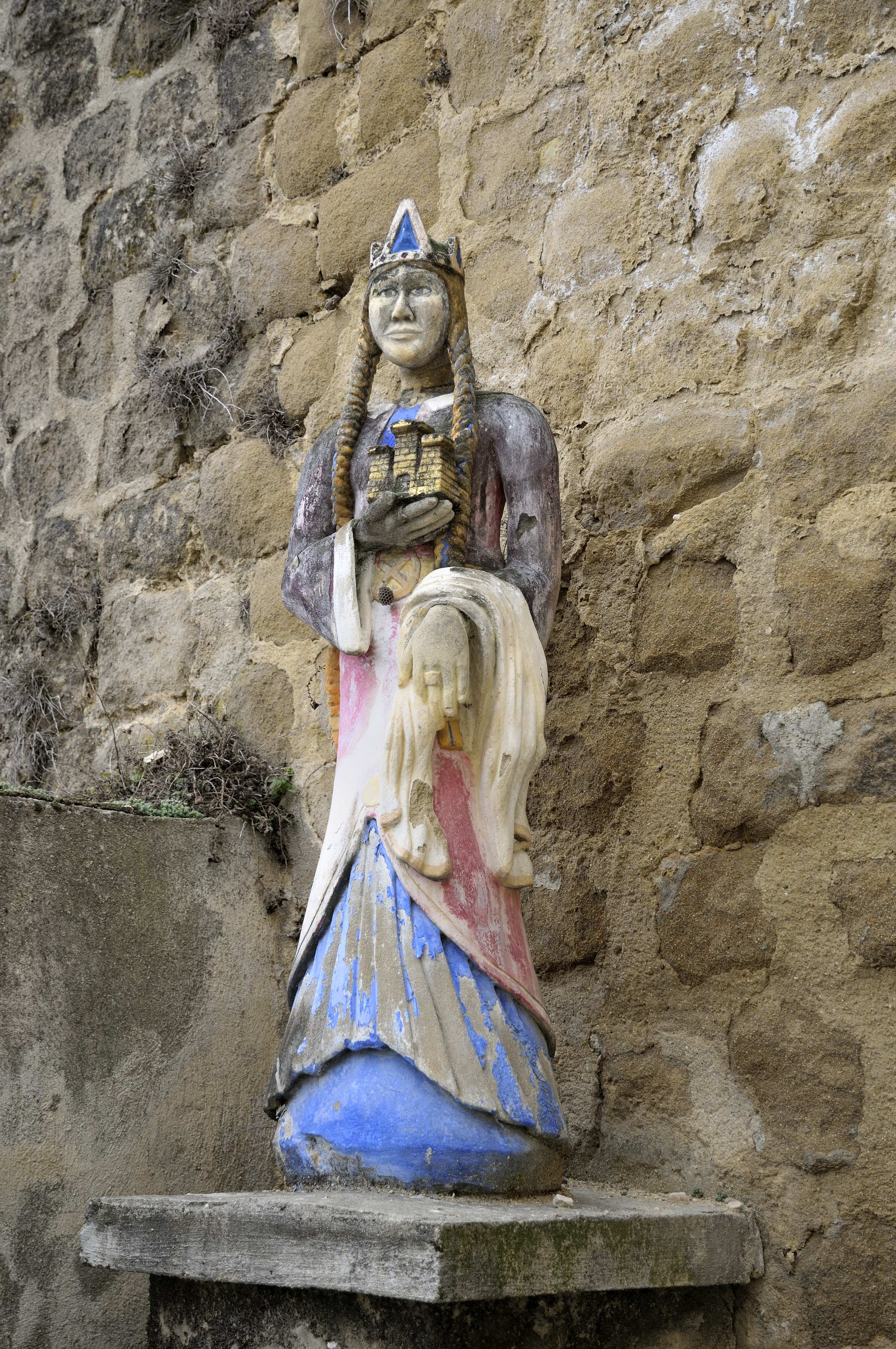
Statue d'Ernengarde, reine de Bourgogne en 1011.
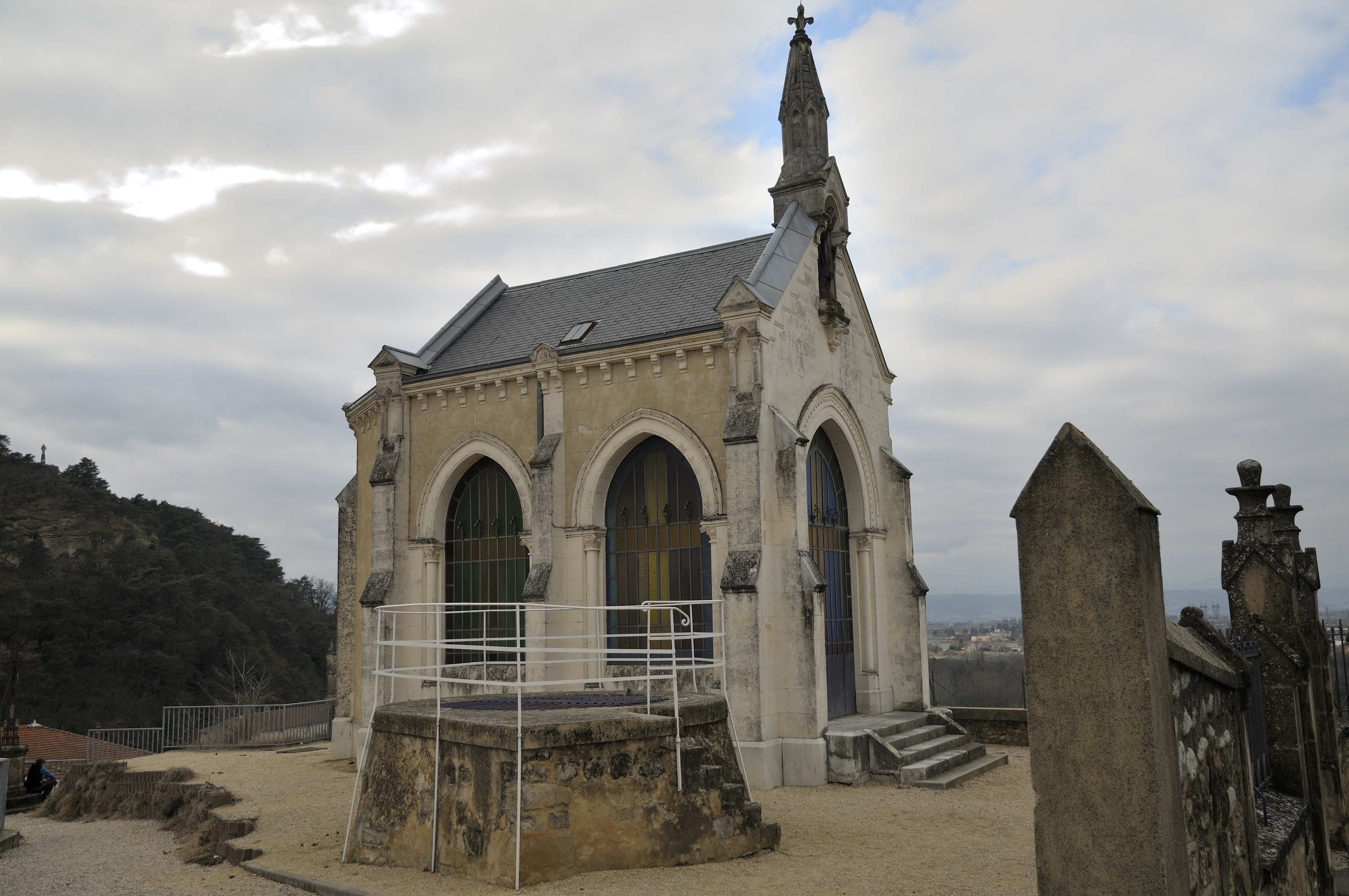
Chapelle Saint-Hugues.
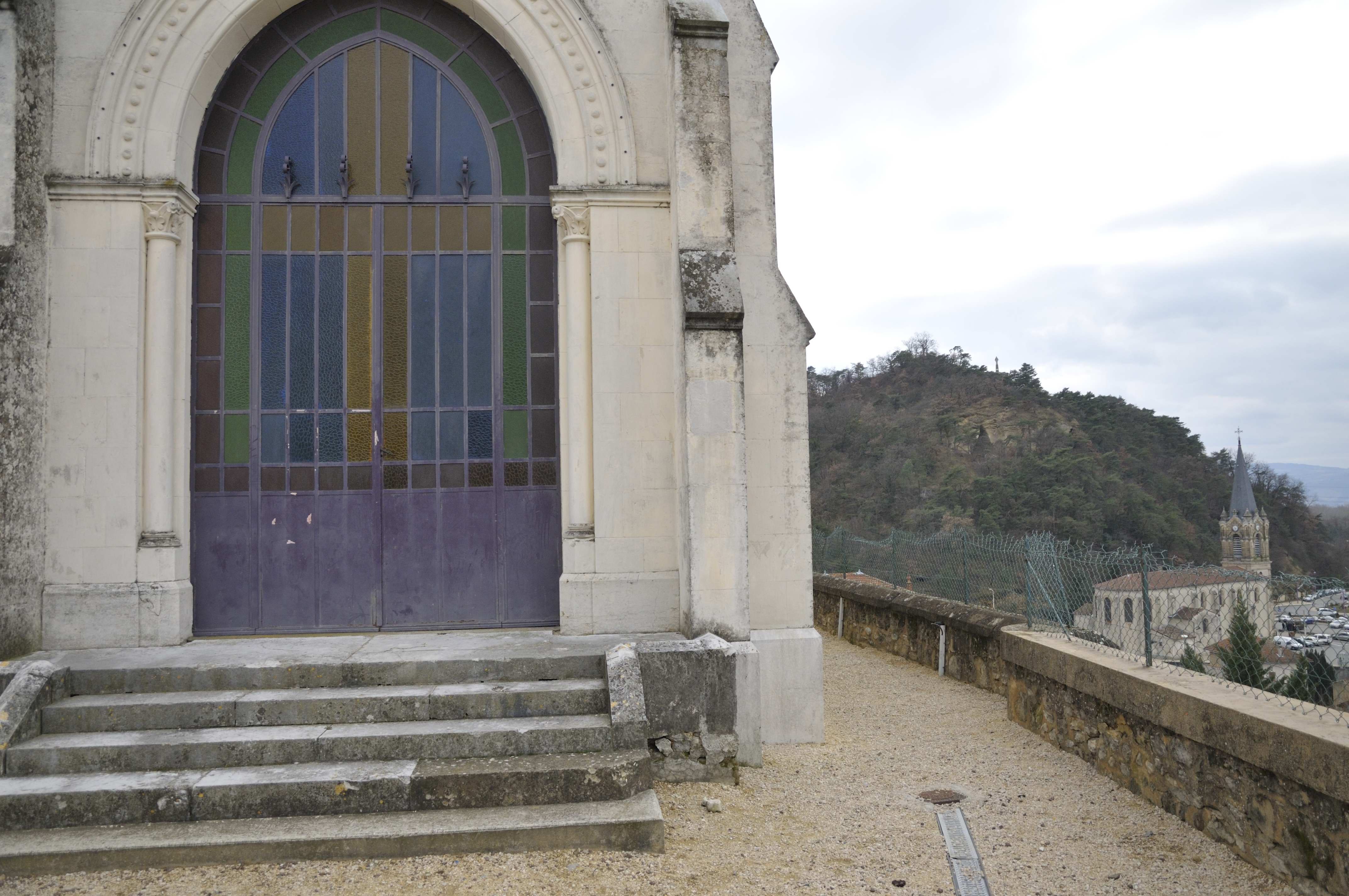
La chapelle.
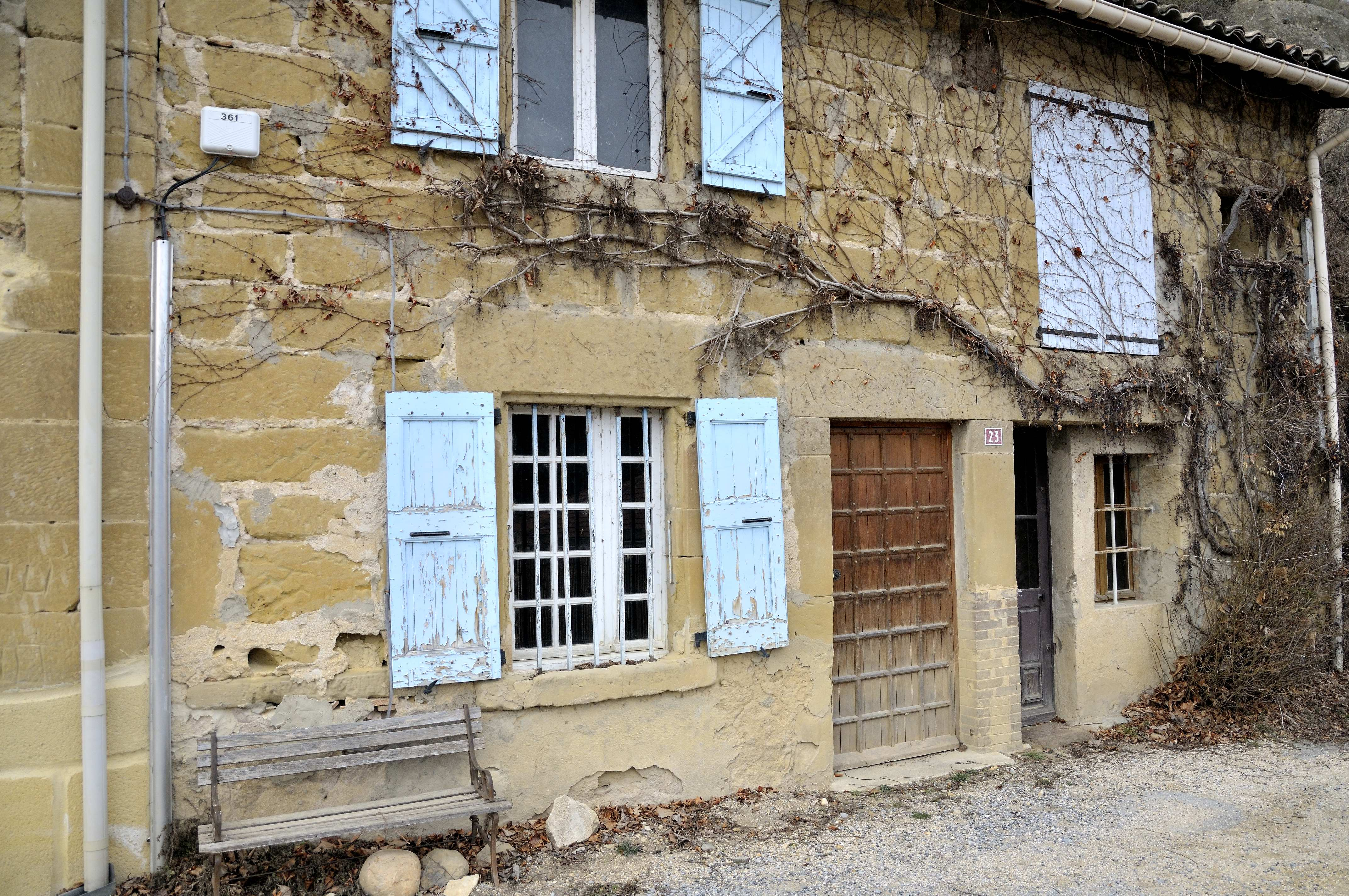
Maison troglodyte, haut de porte daté de 1672.
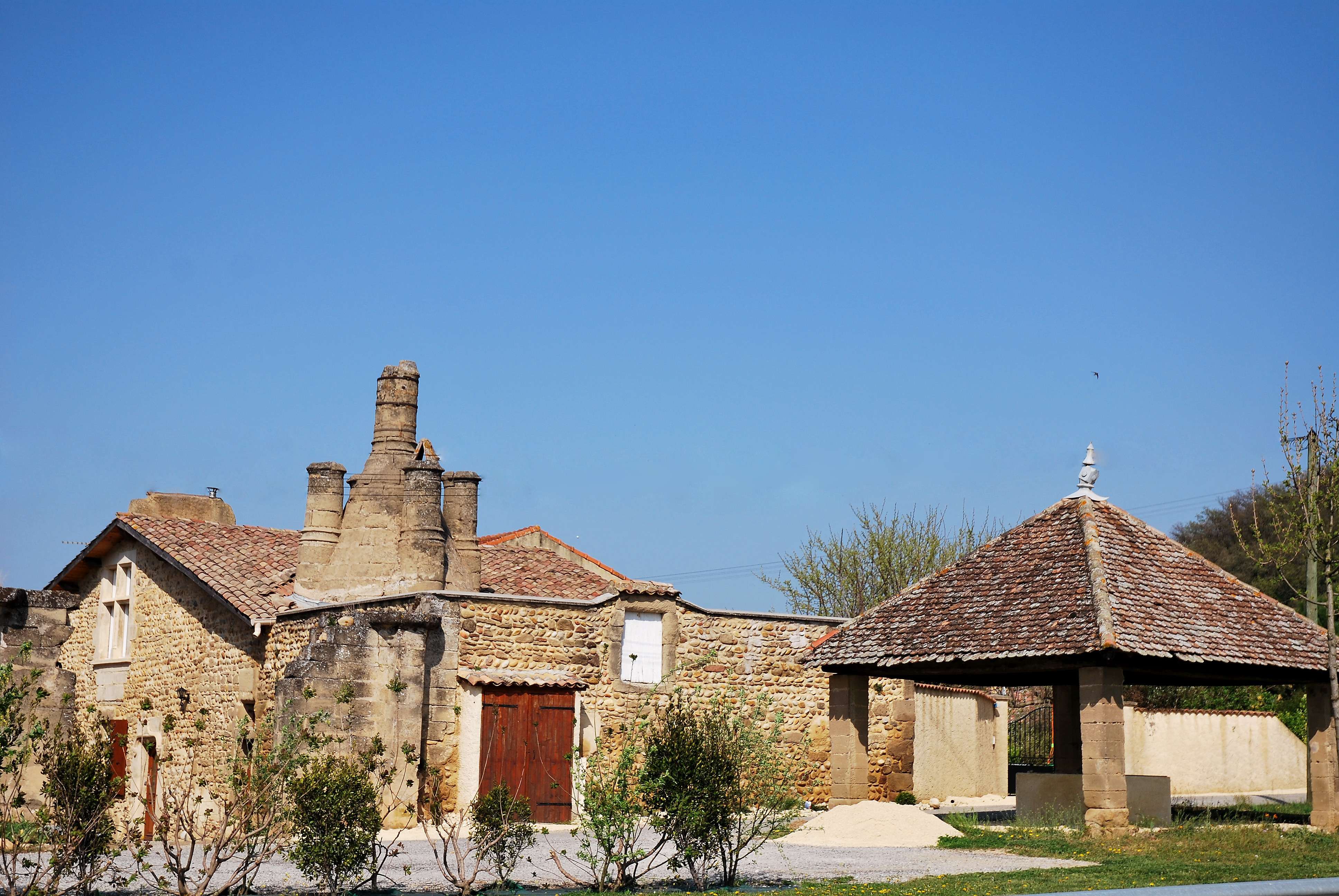
Vieille cheminée de cuisine, dite sarrasine.

### Patrimoine culturel
- Chemin des Carriers.

### Patrimoine naturel
- Sentier botanique du Châtelard.

### Personnalités liées à la commune
- Saint Hugues est né à Châteauneuf : évêque de Grenoble, fondateur (avec saint Bruno) de la Grande-Chartreuse[2].

### Héraldique, logotype et devise
Armorial des communes de la Drôme :
| Blason de Châteauneuf-sur-Isère | Blason  | De sable aux quatre ondes alésées d'azur, au château de trois tours d'argent, ouvert et ajouré d'or, maçonné du champ, brochant sur les deux premières et soutenu des inscriptions "Châteauneuf" brochant sur la troisième et "sur Isère" brochant sur la quatrième, toutes deux d'or. |
| Blason de Châteauneuf-sur-Isère | Détails | * Il y a là non-respect de la règle de contrariété des couleurs : ces armes sont fautives (azur sur sable). Le statut officiel du blason reste à déterminer. |